# Municipio de McGavock
El municipio de McGavock (en inglés: McGavock Township) es un municipio ubicado en el condado de Misisipi en el estado estadounidense de Arkansas. En el año 2010 tenía una población de 655 habitantes y una densidad poblacional de 10,56 personas por km².

## Geografía
El municipio de McGavock se encuentra ubicado en las coordenadas 35°28′36″N 90°8′2″O / 35.47667, -90.13389. Según la Oficina del Censo de los Estados Unidos, el municipio tiene una superficie total de 62.04 km², de la cual 61,96 km² corresponden a tierra firme y (0,13 %) 0,08 km² es agua.

## Demografía
Según el censo de 2010, había 655 personas residiendo en el municipio de McGavock. La densidad de población era de 10,56 hab./km². De los 655 habitantes, el municipio de McGavock estaba compuesto por el 55,88 % blancos, el 41,98 % eran afroamericanos, el 0,15 % eran amerindios, el 0,92 % eran de otras razas y el 1,07 % eran de una mezcla de razas. Del total de la población el 2,44 % eran hispanos o latinos de cualquier raza.